# Erik Tallig
Erik Tallig (* 10. Januar 2000 in Chemnitz) ist ein deutscher Fußballspieler, der bei Energie Cottbus unter Vertrag steht.

## Karriere
Nach seinen Anfängen in der Jugend vom SSV Textima Chemnitz wechselte er im Sommer 2009 in die Jugendabteilung des Chemnitzer FC. Dort kam er auch zu seinem ersten Einsatz im Profibereich in der 3. Liga, als er am 29. April 2018, dem 36. Spieltag, bei der 1:2-Heimniederlage gegen den Preußen Münster in der 81. Spielminute für Florian Hansch eingewechselt wurde. Nach dem Abstieg seines Vereins blieb er in der Liga und wechselte im Sommer 2020 zum TSV 1860 München.
Bei den Löwen war Tallig zumeist Stammspieler und wurde im offensiven Mittelfeld eingesetzt. In den ersten beiden Saisons erreichte er mit den Löwen jeweils den vierten Platz und verpasste die Aufstiegsplätze knapp. In seiner letzten Saison erlitt Tallig in der Rückrunde einen Kreuzbandriss und fiel bis zum Ende der Saison aus. Der Vertrag wurde in der Folge nicht verlängert und lief im Sommer 2023 aus.
Anfang Januar 2024 schloss er sich dem Ligakonkurrenten SSV Jahn Regensburg an. Zum Ende der Saison 2023/24 verließ er den Verein wieder. Im Januar 2025 wechselte er zu Energie Cottbus.